# Putuo Zongcheng
Putuo Zongcheng (även Pu Tou Zhong Shen, ibland kallat "Lilla Potala", kinesiska: 普陀宗乘之庙; pinyin: Pǔtuó Zōngchéng zhī miào, tibetanska: གྲུ་འཛིན༠ན་་པ་་་་་ རྩ་བའི་ལྷ་ཁང༌།, Wylie: Chunzin Dainbaiza Pailhakang) är ett buddhistiskt tempelkomplex från Qingdynastin i staden Chengde, Hebeiprovinsen, som byggdes mellan 1767 och 1771 under Qianlongkejsarens regeringstid (1735–1796). Det ligger nära Sommarresidenset i Chengde. Det är det mest kända av de åtta yttre templen i Chengde. Templet var modellerat efter Potalapalatset i Tibet, residenset för Dalai Lama som byggdes ett sekel tidigare. Eftersom det var modellerat efter Potalapalatset representerar templet en blandning av kinesiska och tibetanska arkitektoniska stilar. Tempelkomplexet täcker en yta på cirka 220 000 kvadratmeter vilket gör det till ett av de största i Kina. Många av dess hallar och paviljonger är prydda med tak av koppar och guld. Själva centralhallen kallas för "Det gyllene templet" eller "Den gyllene paviljongen" och har framför allt blivit känd genom Sven Hedin. Från och med 1994 etablerades Sommarresidenset med sina yttre tempel som ett av UNESCO:s listade världsarv.

## Historia
Putuo Zongcheng uppfördes för att fira tre olika händelser. Dåvarande kejsaren Qianlong fyllde 60 år och änkekejsarinnan Xiaoshengxian, fyllde 80. Det tredje skälet var torguternas återkomst till västra Kina efter en tids flykt till Ryssland. Anläggandet av templet innebar att man kunde förse denna del av Kina med ett tempel i samma stil som Potalapalatset. Templet tjänade inte bara buddhistiska ceremonier och festivaler. Det var också platsen där kejsaren kunde samla möten med olika etniska sändebud inifrån imperiet. Platsen fungerade som en fridfull tillflyktsort i kontrast till den livliga huvudstaden Peking. Antalet lamamunkar som levde och skötte templet var 800. Enligt Van Obbergen sköttes templet och klosterområdet fortfarande av 600 munkar 1911 men när Sven Hedin var där 1930 var det endast 100 munkar vilka levde i stor fattigdom. De bar inte längre de traditionella röda dräkterna. Hedin beskrev hur förfallet tempelområdet var och hur växtligheten började tränga genom och bryta ner arkitekturen. Hans bedömning var att om ytterligare 10-20 år skulle endast ruiner finnas kvar om inget gjordes.

## Arkitektur och plan
Hela klosterområdet är omgärdat av en rektangulär mur med flera portar. Inom muren finns ett stort antal byggnader av olika slag och för olika ändamål. Det är svårt att avgöra om alla ingick i den ursprungliga anläggningen, men sannolikt är vissa delar senare tillägg. Från ingången i söder med tre valvbågar och ett trätorn går en väg genom klosterområdet genom flera olika portar fram till den stora röda kvadratiska centralbyggnaden. Efter ingången står en stor röd stenbyggnad med dubbla tak. Denna byggnad innehåller minnestavlorna på fyra olika språk. Den följs av en gård med två stenelefanter. Fler portar följer innan man kommer fram till själva centralbyggnaden. På ömse sidor om vägen fram till centralbyggnaden finns ett flertal hus och byggnader som en gång utgjort munkarnas bostäder, förrådsbyggnader och samlingslokaler. Den röda centralbyggnad omger och döljer centralhallen kallad Wanfagyiyi. Framför byggnaden finns en terrass med rökelsekar och sex järnskålar som samlar regnvatten. Byggnaden har elva våningar och väggarna lutar svagt inåt ungefär som en avhuggen pyramid. Det finns fönster och nischer med buddhafigurer. Högst upp finns en rad med 34 nischer med buddhafigurer.
Centralhallen, den gyllene paviljongen, ligger innanför de fyra översta våningarna på en gårdsplan. Templet är kvadratisk och varje sida är 20 meter. Det är 23 meter högt och står på en stenterrass. Takets hörn är uppåtsvängda och hela taket är belagt med förgylld kopparplåt. Runt templet finns en pelargång med totalt 28 rödlackerade träkolonner. Själva tempelsalen är rikt utsirad.

## Det gyllene templet
I juni 1930 besökte Sven Hedin, Gösta Montell, arkitekten Liang Weihua (W. H. Liang) och Georg Söderbom Chengde. Året innan hade Hedin varit i USA för att söka finansiering för sina expeditioner i Kina och lyckats övertyga affärsmannen och svenskättlingen Vincent Bendix att finansiera hans pågående expedition. En idé var att flytta ett tempel från Kina till USA. Montell, Hertig Larson och David Hummel hade varit i Chengde redan 1929 och identifierat centralbyggnaden i Putuo Zongcheng som ett lämpligt tempel för projektet. Hedin menade att de buddhistiska templen och arkitekturen var ett hotat kulturarv. Hans vision var därför att "rädda" två tempel från förfall och flytta dem, ett till USA och ett till Sverige. Detta skulle visa sig vara för svårt. I november 1929 återvände Hedin till Peking och hade möten bland annat med Chiang Kai-shek. Istället för att flytta två tempel föddes idén att låta bygga en kopia av ett tempel och valet föll på centralhallen för Putuo Zongcheng, den gyllene paviljongen (det vill säga Wanfaguiyi, även Wan Fa Gui Yi). För att utföra detta arbete anlitades 70 kineser som mätte och reproducerade de olika delarna i byggnaden under ledning av Liang Weihua. Arbetet utfördes under vintern 1930-1931 i Peking och i mars 1931 skickades alla delar till Chicago där det skulle bli en del av den stora världsutställningen Century of Progress. Templet restes på plats i Chicago med hjälp av amerikanska och kinesiska hantverkare och stod färdigt i september 1932. Det uppfördes även på New York World´s Fair, 1939 års världsutställning.

## Portar, hallar och torn

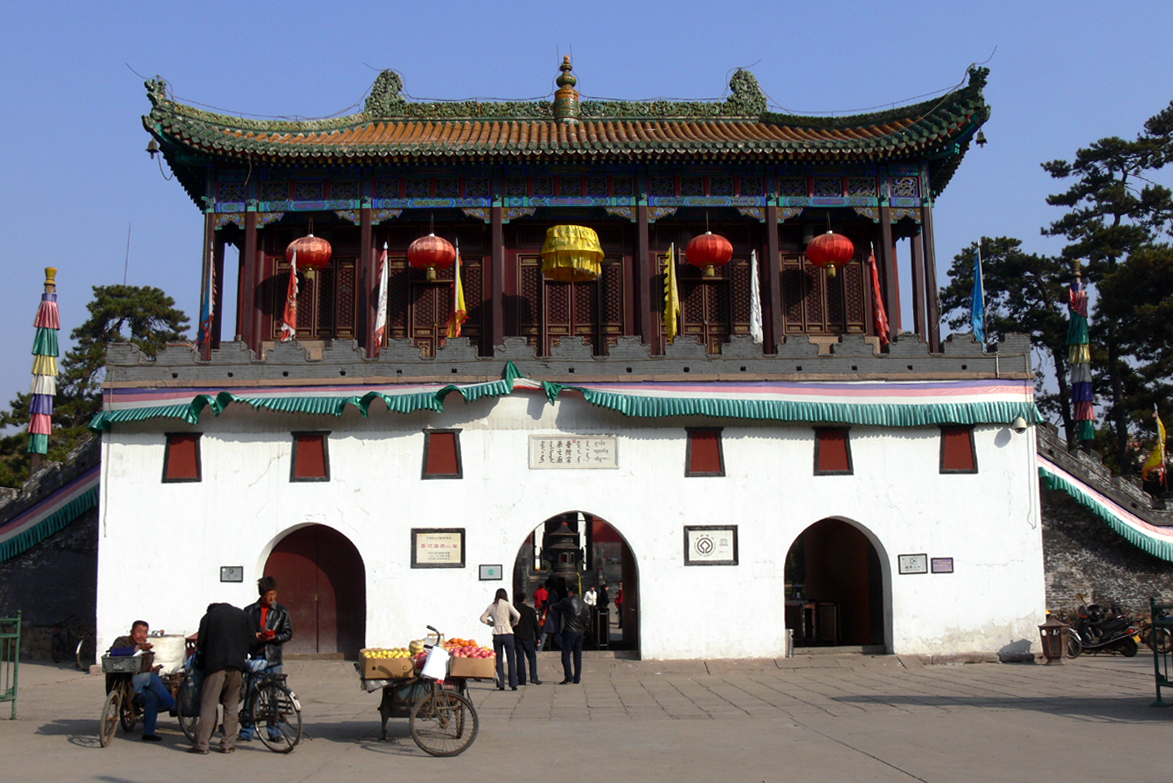
Entré till tempelkomplexet Putuo Zongcheng.
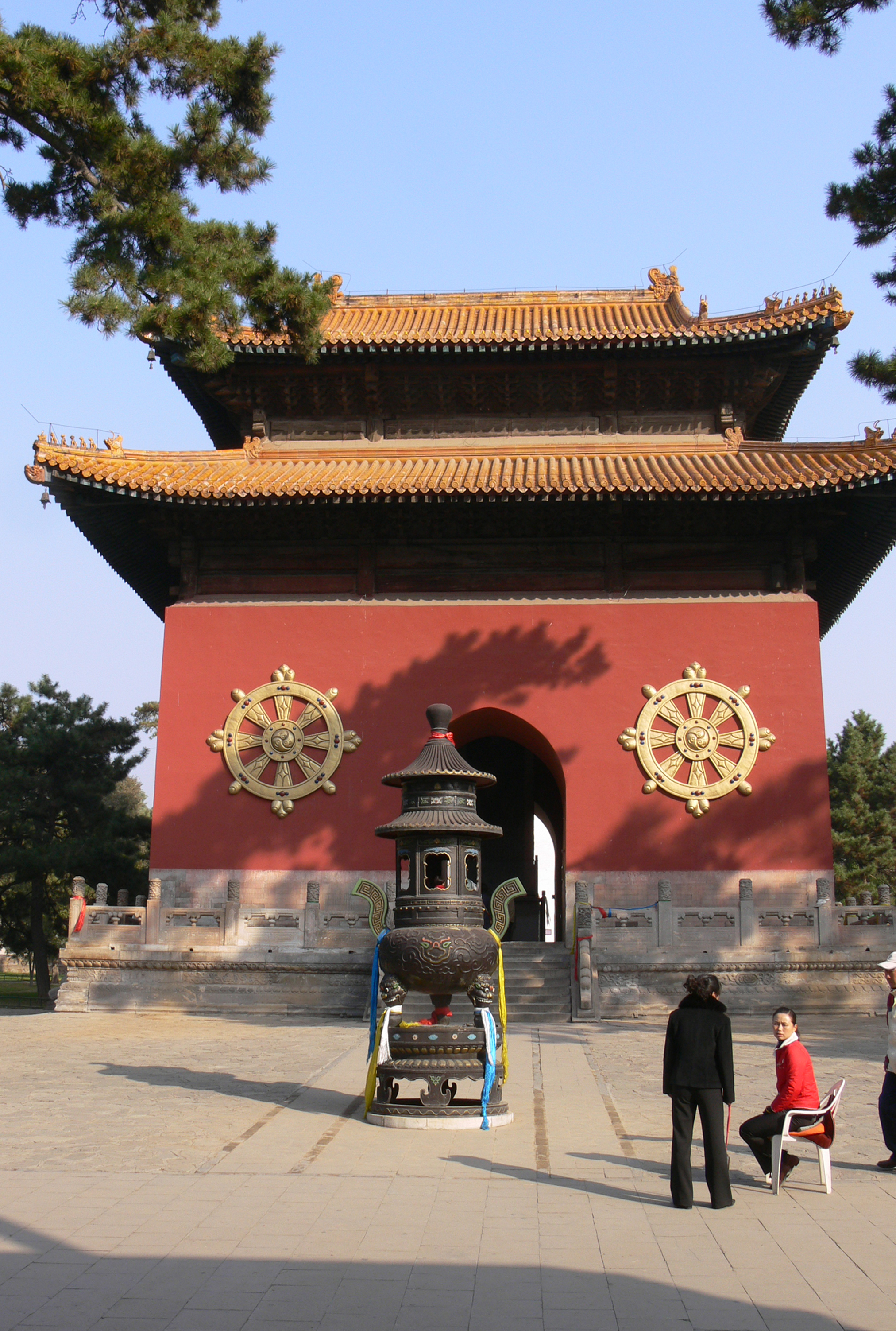
Qianlong Tablet Pavilion, som ligger bakom entrén. Denna innehåller själva urkunden som berättar om varför templet anlades.
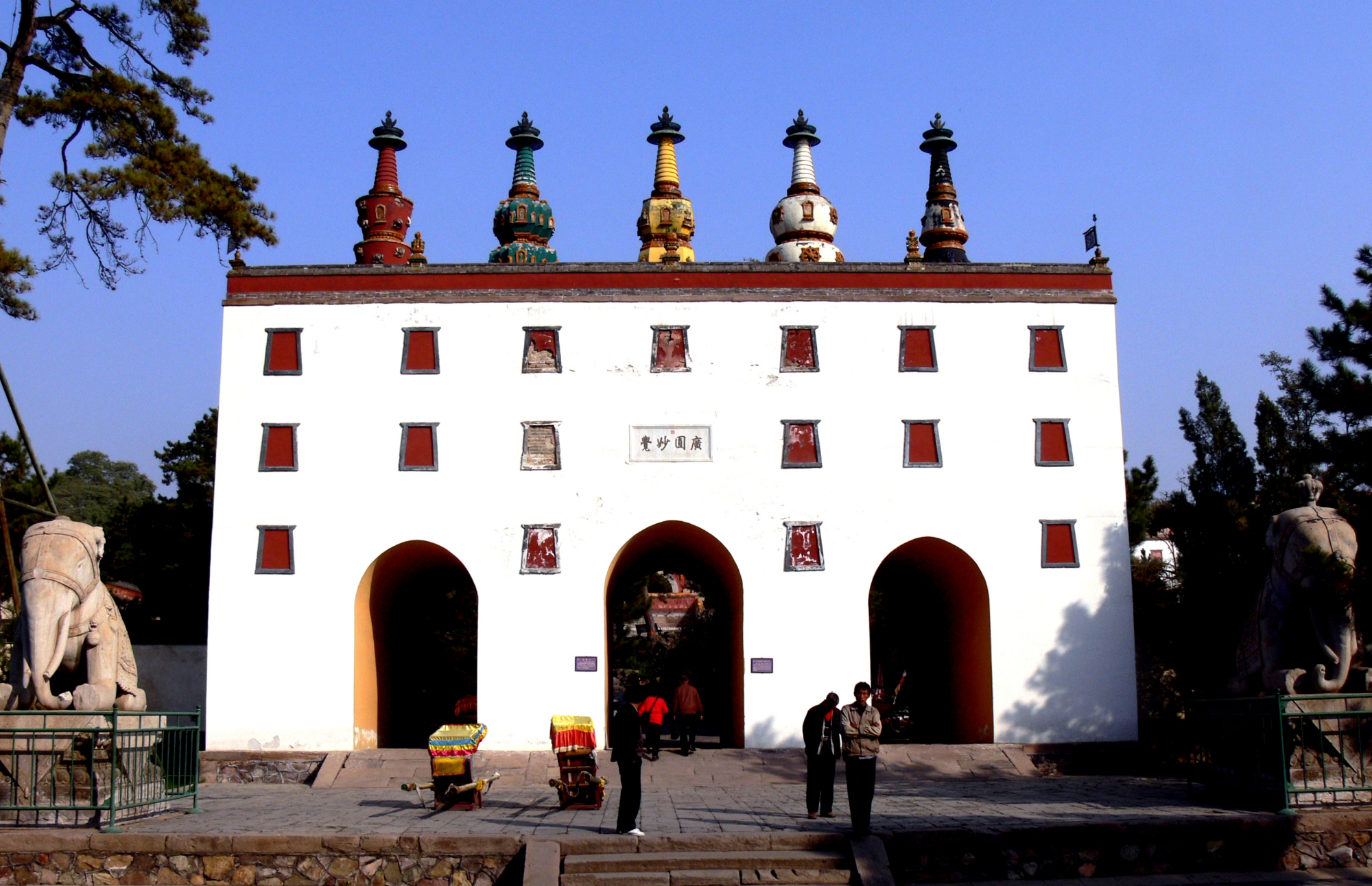
De fem pagodernas port, vilken ligger efter Qianlong Tablet Pavilion,
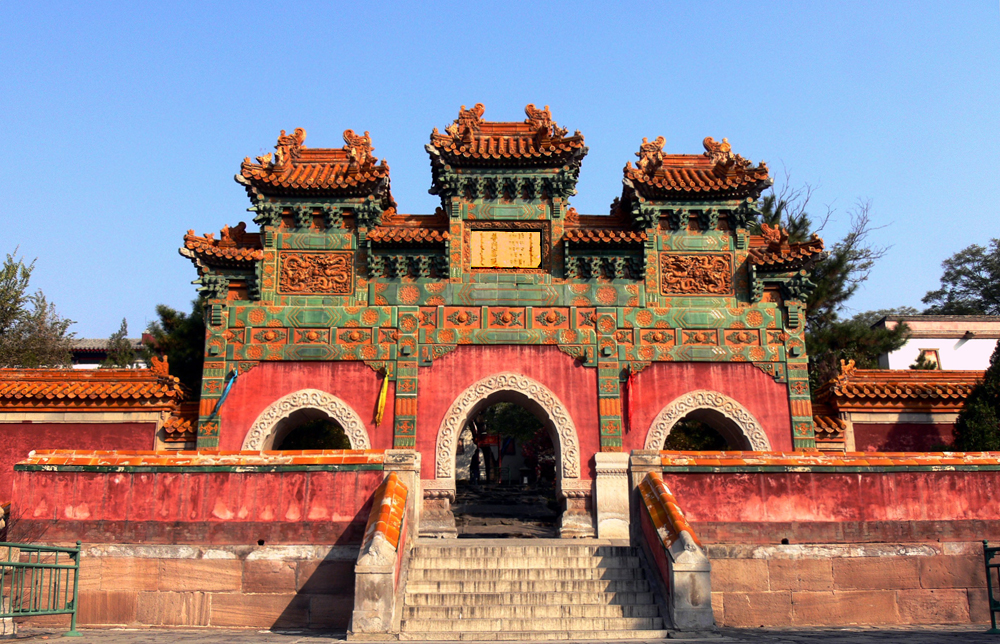
Efter pagodernas port kommer en port med flerfärgade kakelpannor.
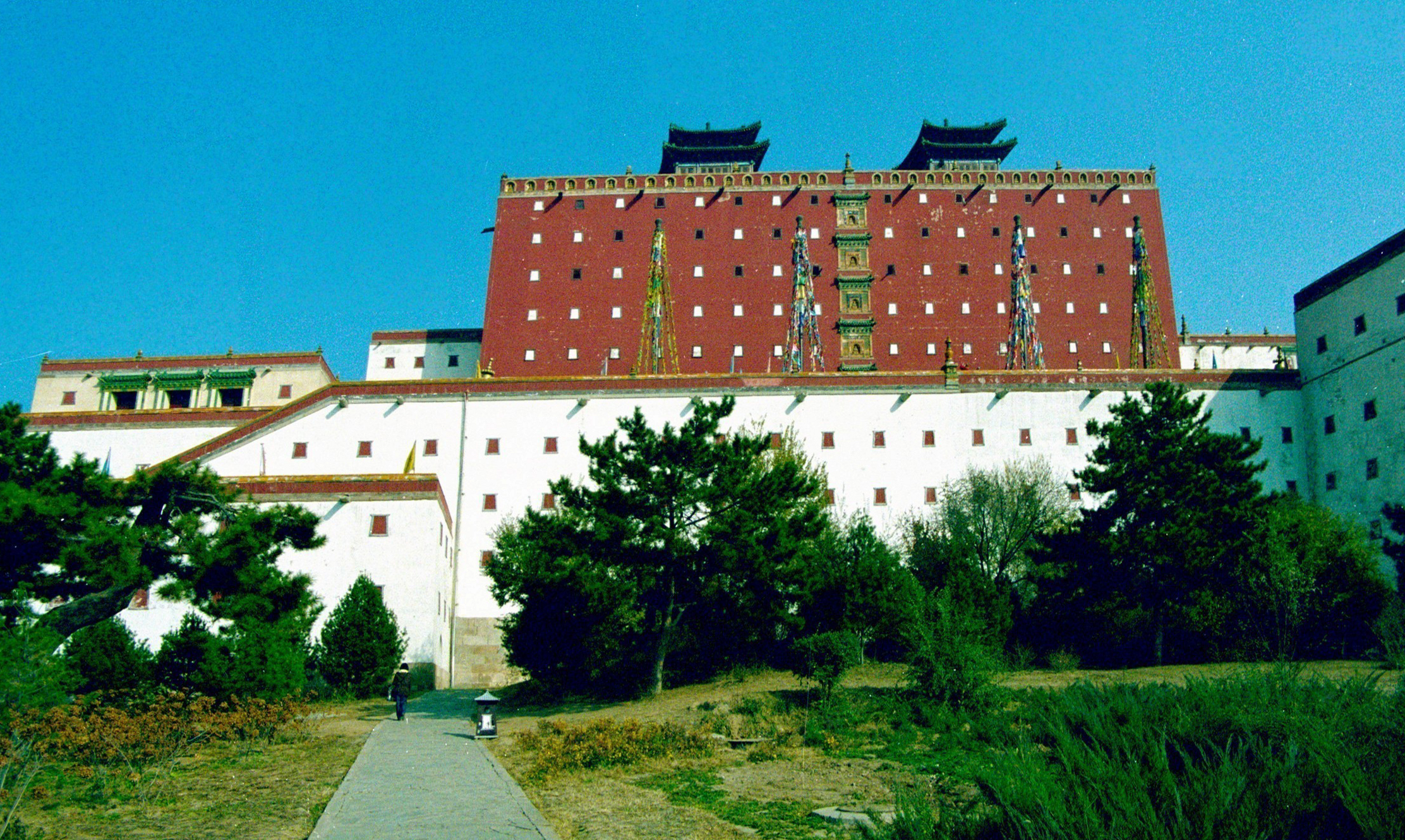
Den röda centralbyggnaden som omger Wanfaguiyi, den gyllene paviljongen.
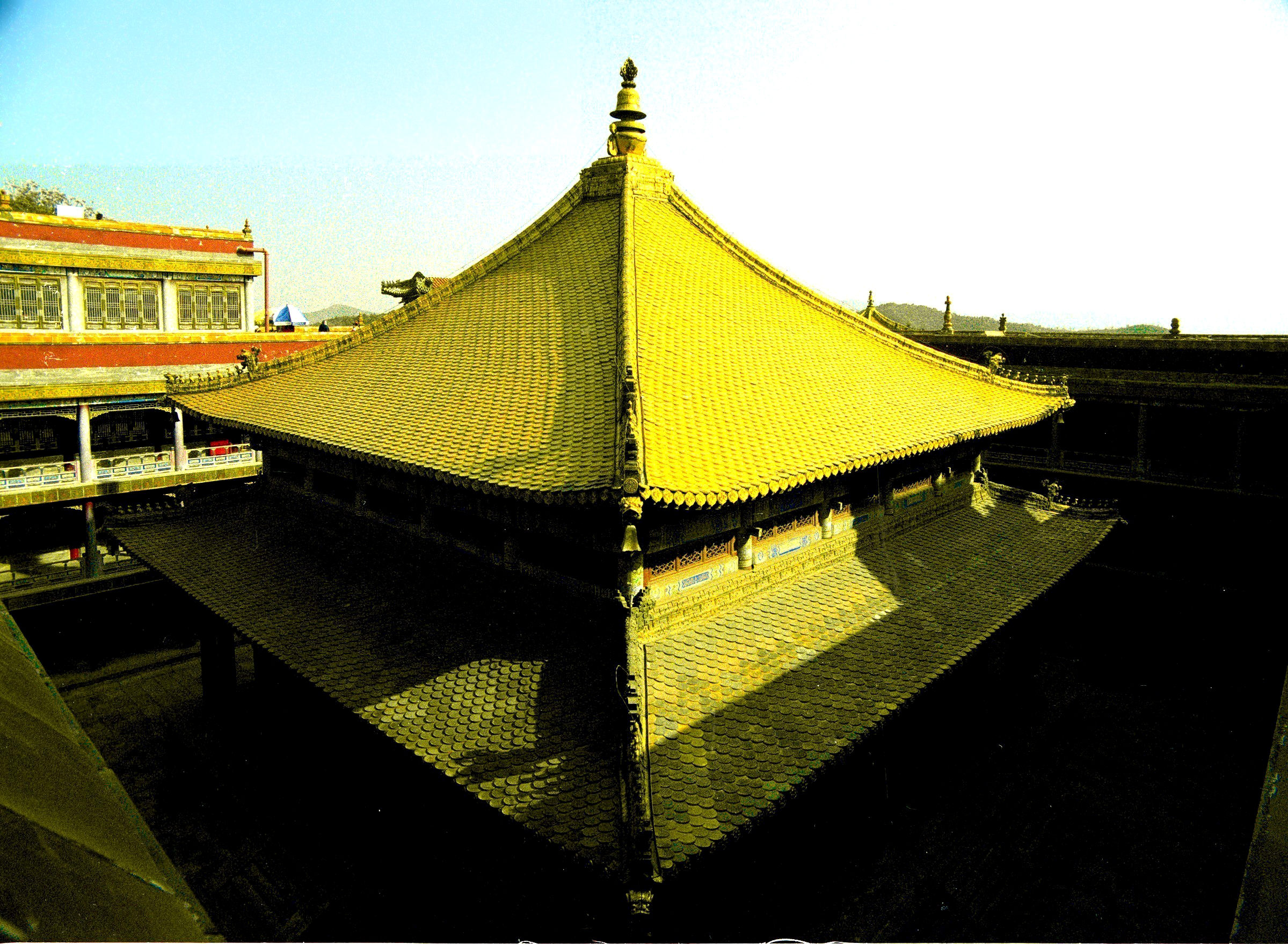
Det gyllene taket till Wanfaguiyi.
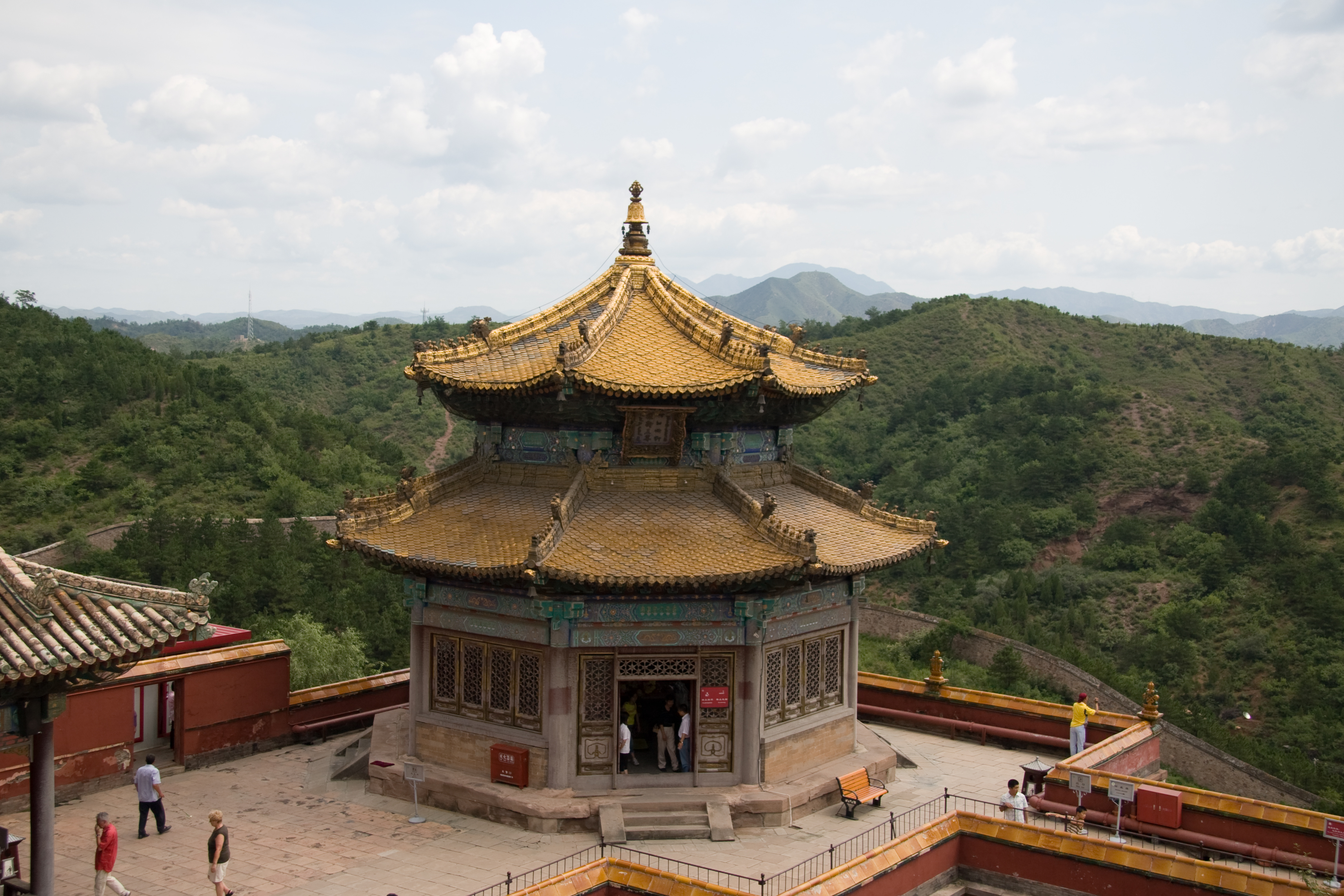
Hörnpaviljong till Wanfaguiyi.
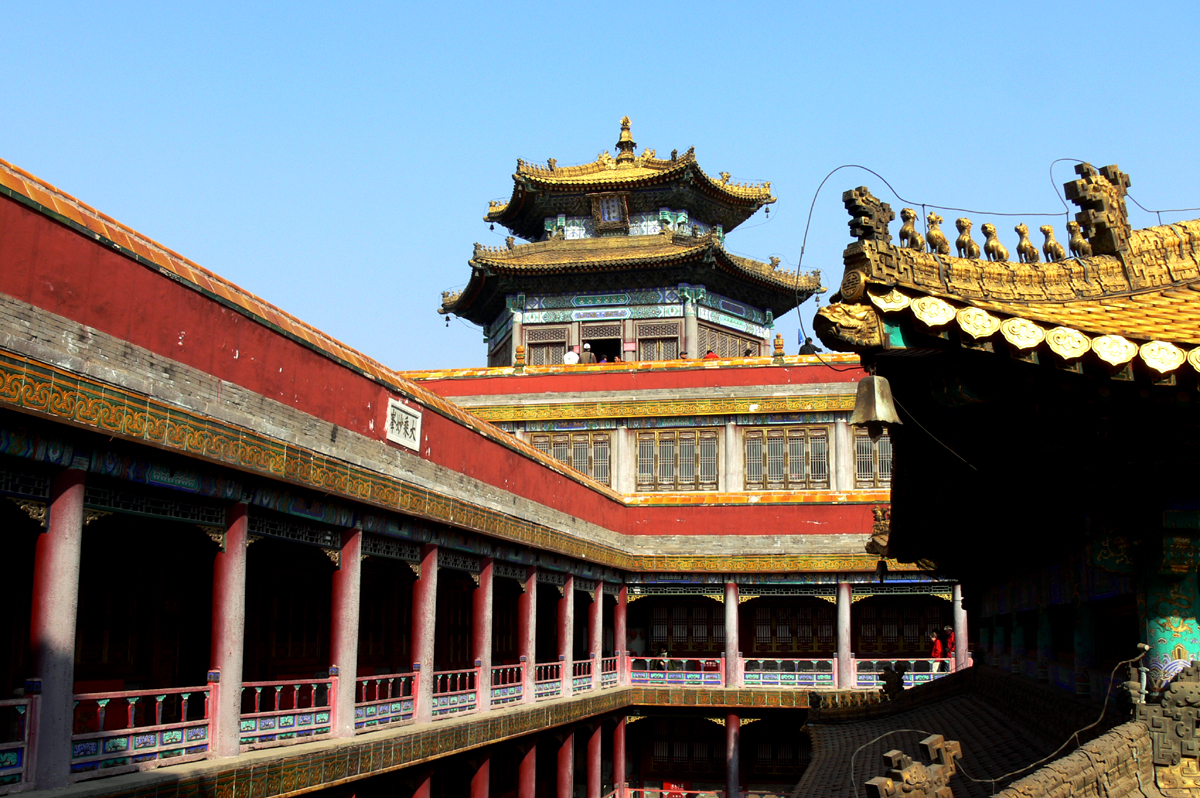
Till höger skymtar Wanfaguiyi.
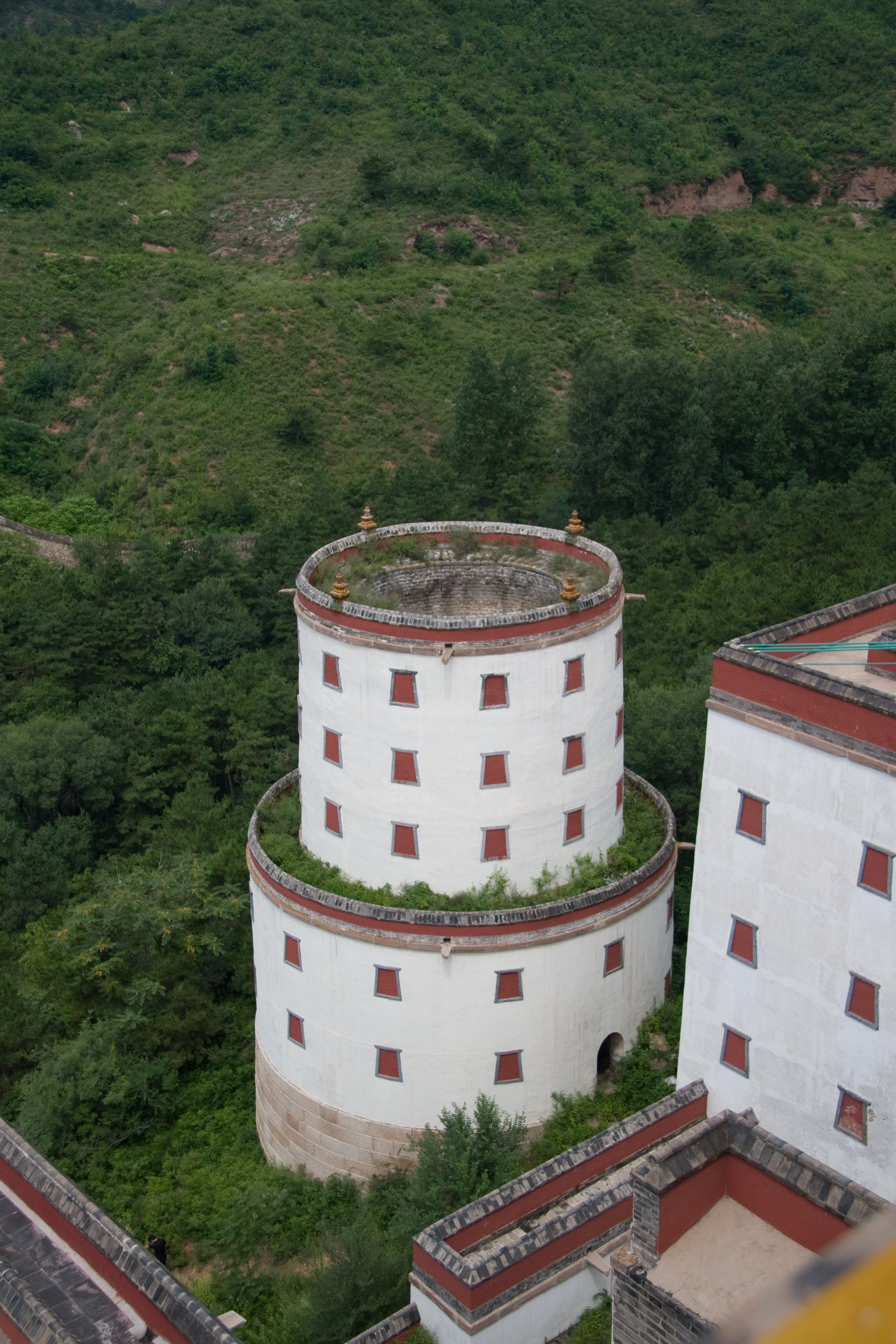
Cylindriskt torn, det runda tornet.